# Programmations de Rock Werchter des années 2000
Pour un article plus général, voir Rock Werchter.
Cet article présente les programmations des années 2000 du festival belge de musique Rock Werchter.

## Années 2000

### 2000
| Main Stage      | Pyramide Marquee |
| --------------- | ---------------- |
| Venus           | Wheat (en)       |
| Muse            | Flaming Lips     |
| Nine Inch Nails | Death in Vegas   |
| Oasis           | Dj Van Biesen    |
| Praga Khan      | Luke Slater      |
| Praga Khan      | Laurent Garnier  |

| Main Stage    | Pyramide Marquee    |
| ------------- | ------------------- |
| Metal Molly   | Gorki               |
| HIM           | Elliott Smith       |
| Bomfunk MC's  | Dead Man Ray        |
| Groove Armada | Horace Andy         |
| Bush          | Kelis               |
| Macy Gray     | Laïs                |
| Live          | Suzanne Vega        |
| Moby          | Arid                |
| Texas         | El Tattoo del Tigre |

| Main Stage           | Pyramide Marquee |
| -------------------- | ---------------- |
| Krezip               | Sandy Dillon     |
| Heideroosjes         | An Pierlé        |
| Asian Dub Foundation | Gomez            |
| A Perfect Circle     | Eels             |
| Soulwax              | Travis           |
| Counting Crows       | Lamb             |
| Paul Weller          | Moby             |
| The Cure             | Moby             |

### 2001
| Main Stage              | Marquee      |
| ----------------------- | ------------ |
| Queens of the Stone Age | Ash          |
| Deftones                | Wheatus      |
| Tool                    | Talvin Singh |
| Fun Lovin' Criminals    | Stereo MCs   |
| Hooverphonic            | St Germain   |
| Feeder                  | Buscemi      |
| Manu Chao               | Kosheen      |
| Basement Jaxx           | Goldfrapp    |

| Main Stage                            | Marquee          |
| ------------------------------------- | ---------------- |
| Das Pop                               | Monza            |
| David Gray                            | DAAU             |
| The Dandy Warhols                     | Novastar         |
| Sting                                 | Aimee Mann       |
| Beck                                  | Suzanne Vega     |
| Black Crowes                          | Laïs             |
| Ben Harper and The Innocent Criminals | George Thorogood |
| Laurent Garnier                       | Train            |
| Laurent Garnier                       | Tom McRae        |
| Laurent Garnier                       | Reprazent        |

| Main Stage    | Marquee                |
| ------------- | ---------------------- |
| Faithless     | JJ72                   |
| Anouk         | Sigur Rós              |
| PJ Harvey     | Grandaddy              |
| De Mens       | Afro Celt Sound System |
| Stereophonics | Mauro                  |
| Muse          | Zita Swoon             |
| Placebo       | Weezer                 |
| Roxy Music    | Incubus                |
| Postmen       | Sparklehorse           |

### 2002
| Main Stage        | Marquee                     |
| ----------------- | --------------------------- |
| Dropkick Murphys  | The White Stripes           |
| Calibre           | Black Rebel Motorcycle Club |
| dEUS              | 2 Many DJ's                 |
| Arno              | Praga Khan                  |
| Morcheeba         | Green Velvet                |
| Chemical Brothers | Luke Slater                 |
| Chemical Brothers | Sonic Youth                 |
| Chemical Brothers | The Notwist                 |

| Main Stage              | Marquee       |
| ----------------------- | ------------- |
| Hoobastank              | Air           |
| Bush                    | Ozark Henry   |
| Nelly Furtado           | Roger Sanchez |
| Queens of the Stone Age | Calexico      |
| Red Hot Chili Peppers   | Cornelius     |
| Rammstein               | Lambchop      |
| Within Temptation       | Ed Harcourt   |
| Mercury Rev             | Ed Harcourt   |
| Madrugada               | Ed Harcourt   |

| Main Stage                 | Marquee                   |
| -------------------------- | ------------------------- |
| Zornik                     | Hawksley Workman & Wolves |
| Kane                       | Rival Schools             |
| Heather Nova               | Ozomatli                  |
| Coldplay                   | Millionaire               |
| Lamb                       | Thé Lau                   |
| Arid                       | An Pierlé                 |
| Faithless                  | Yann Tiersen              |
| Michael Franti & Spearhead | Starsailor                |
| Carl Cox                   | Erykah Badu               |

### 2003
Le festival passe à 4 jours.
| Jour 1     | Jour 2               | Jour 2         | Jour 3                  | Jour 3          | Jour 4         | Jour 4        |
| Jour 1     | Main Stage           | Pyramid        | Main Stage              | Pyramid         | Main Stage     | Pyramid       |
| ---------- | -------------------- | -------------- | ----------------------- | --------------- | -------------- | ------------- |
| Underworld | Massive Attack       | 2 Many DJ's    | Metallica               | Röyksopp        | R.E.M.         | Buscemi       |
| Radiohead  | Moby                 | Timo Mass      | Arno                    | The Streets     | Coldplay       | Gotan Project |
| Björk      | Ozark Henry          | Tricky         | Queens of the Stone Age | Calexico        | Counting Crows | Moloko        |
| Björk      | The Roots            | Danko Jones    | Anouk                   | Dave Gahan      | Cypress Hill   | Audio Bullys  |
| Björk      | Feeder               | Susheela Raman | Xzibit                  | The Datsuns     | The Cardigans  | Shin          |
| Björk      | Morgan Heritage      | Interpol       | Millionaire             | Good Charlotte  | Supergrass     | Los Lobos     |
| Björk      | The Polyphonic Spree | Grandaddy      | Stone Sour              | The Mars Volta  | Stereophonics  | Tom McRae     |
| Björk      | The Polyphonic Spree | Grandaddy      | 't Hof van Commerce     | Saïan Supa Crew | De La Soul     | Zuco 103      |
| Björk      | The Polyphonic Spree | Grandaddy      | Krezip                  | Janez Detd      | Das Pop        | Lemon         |

### 2004
L'édition a lieu du 1er juillet au 4 juillet.

#### Jeudi1erjuillet
- Main stage : Michael Franti & Spearhead, Sean Paul, Pink, The Cure, Basement Jaxx
- Pyramid Marquee : The Bees, The Rapture, Admiral Freebee, Flip Kowlier, Cypress Hill

#### Vendredi 2 juillet
- Main stage : Lostprophets, Black Rebel Motorcycle Club, Monster Magnet, Dropkick Murphys, The Darkness, KoЯn, Metallica
- Pyramid Marquee : Modest Mouse, Triggerfinger, The Von Bondies, Arsenal, Youngblood Brass Band, Sugababes, Nelly Furtado, Kosheen, T. Raumshiere

#### Samedi 3 juillet
- Main stage : The Rasmus, Heideroosjes, Within Temptation, Black Eyed Peas, Ben Harper & The Innocent Criminals, Wu-Tang Clan, Moloko, Muse, Lenny Kravitz
- Pyramid Marquee : Thou, Broken Social Scene, Daan, Franz Ferdinand, Joss Stone, Zero 7, Sophia, Novastar, Magnus (DJ)

#### Dimanche 4 juillet
- Main stage : Danko Jones, Zornik, Starsailor, Lamb, PJ Harvey, Pixies, Placebo, David Bowie (annulé, remplacé par 2 Many DJ's)
- Pyramid Marquee : Girls in Hawaii, Sioen, Roy Paci & Aretuska, Tortoise, Wilco, Jasper Steverlinck, N*E*R*D, Air, El Tattoo Del Tigre

### 2005
L'édition a lieu du 30 juin au 3 juillet.

#### Jeudi 30 juin
- Main Stage: The Bravery, New Order, Ozark Henry, Snoop Dogg, Chemical Brothers
- Marquee: Saul Williams, Thievery Corporation, Róisín Murphy, Kraftwerk, Gabriel Rios

#### Vendredi1erjuillet
- Main Stage: Simple Plan, KT Tunstall, Jimmy Eat World, Within Temptation, Garbage, Velvet Revolver, Green Day, Faithless
- Marquee: De La Vega, Sioen, Athlete, The Dresden Dolls, The Kills, Monza, Jamie Cullum, Elvis Costello & The Imposters, Armand van Helden

#### Samedi 2 juillet
- Main Stage: The Rasmus, Therapy?, Pennywise, Daan, 't Hof van Commerce, Jayceon Taylor, Audioslave, Nine Inch Nails, Rammstein
- Marquee: ...And You Will Know Us by the Trail of Dead, Rilo Kiley, Admiral Freebee, The Dears, Bloc Party, Millionaire, Interpol.

#### Dimanche 3 juillet
- Main Stage: Flogging Molly, Kane, Feeder, Keane, Soulwax, Queens of the Stone Age, Foo Fighters, R.E.M.
- Marquee: Tom Helsen, Stash, Arsenal, Sarah Bettens, Eagles of Death Metal, Zita Swoon, Tom McRae, Arno

### 2006
L'édition a lieu du 29 juin au 2 juillet.

#### Jeudi 29 juin
- Main: Red Hot Chili Peppers, Manu Chao Radio Bemba Sound System, Black Eyed Peas, Tool, Deftones, Matisyahu
- Pyramid: Roger Sanchez, The Streets, Damian Marley, Kaizers Orchestra, Atmosphere, Death Cab For Cutie

#### Vendredi 30 juin
- Main: The Who, Muse, Anouk, Live, Sean Paul, Kanye West, Editors, Skin
- Pyramid: Radio Soulwax presents: Vitalic, Soulwax Nite Versions, Tiga, 2 Many DJ's, Mogwai, Elbow, A Brand, The Kooks, Secret Machines

#### Samedi1erjuillet
- Main: dEUS, Placebo, Franz Ferdinand, The Raconteurs, Kaiser Chiefs, Arctic Monkeys, Arsenal, Wolfmother
- Pyramid: Sigur Rós, Goldfrapp, Calexico, Donavon Frankenreiter, An Pierlé and white velvet, Absynthe Minded, Xavier Rudd

#### Dimanche 2 juillet
- Main: Depeche Mode, Hooverphonic, Ben Harper and the Innocent Criminals, Robert Plant & the Strange Sensation, Starsailor, Eels, Danko Jones, Nailpin
- Pyramid: Scissor Sisters, Super Discount, Laurent Garnier & Bugge Wesseltoft feat. Philippe Nadaud, Hard-Fi, Leela James, Bettye LaVette, Collective Soul

### 2007
L'édition a lieu du 28 juin au 1er juillet.

#### Jeudi 28 juin

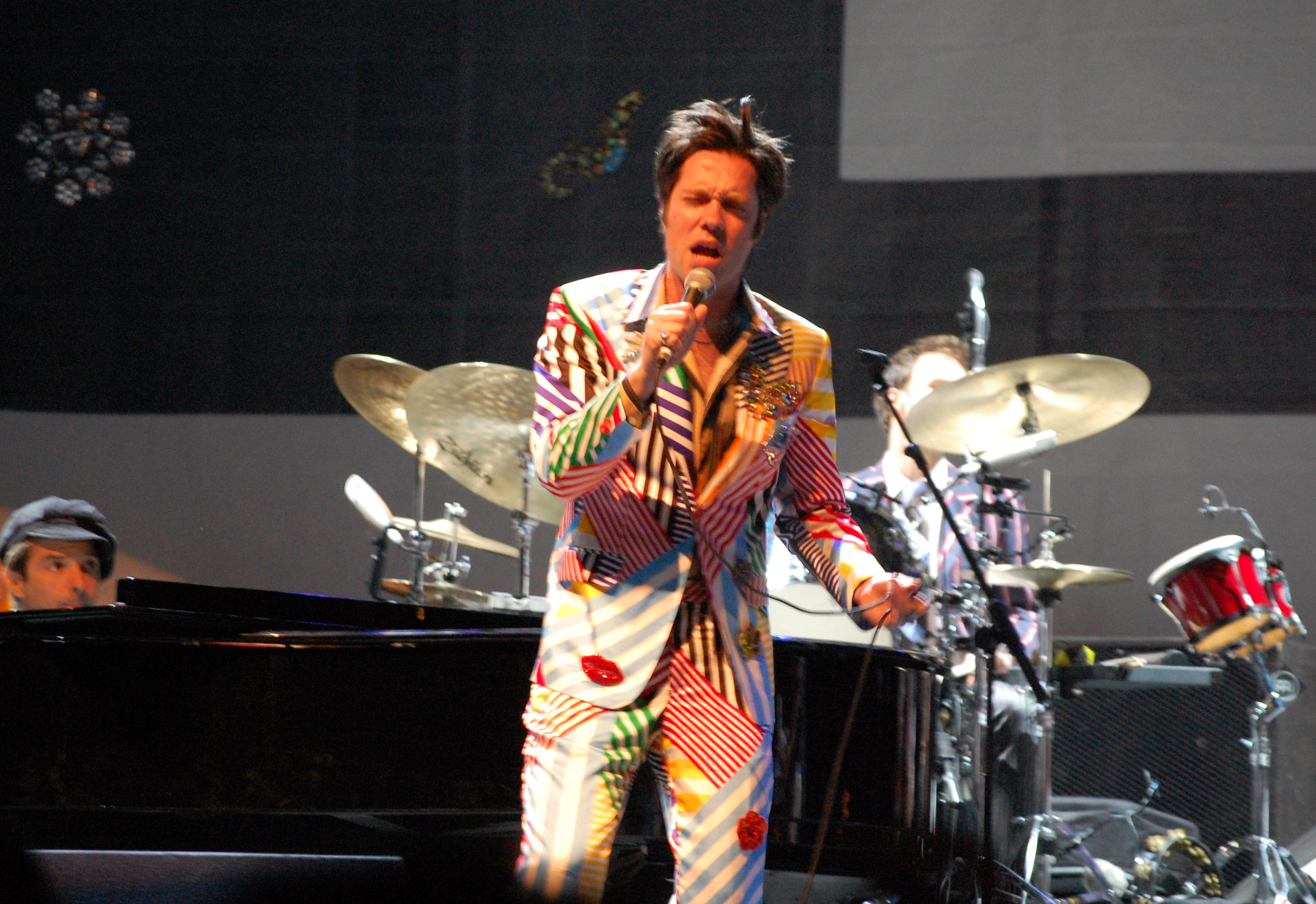
Rufus Wainwright, Rock Werchter, 2007

- Main: Billy Talent, Björk, Marilyn Manson, Muse, My Chemical Romance, Zornik
- Pyramid: Air, Air Traffic, Beastie Boys, Milow, Rufus Wainwright, Dr. Lektroluv

Annulation de Mika.

#### Vendredi 29 juin
- Main: Arctic Monkeys, Bloc Party, Enter Shikari, Kaiser Chiefs, Kings Of Leon, Pearl Jam, Queens of the Stone Age, The Van Jets
- Pyramid: Lily Allen, Gabriel Rios, Joan As Police Woman, Oi Va Voi, Jason Mraz, Sioen, Satellite Party, Admiral Freebee

#### Samedi 30 juin
- Main: The Chemical Brothers, Peter Gabriel, Heideroosjes, Keane, The Killers, Razorlight, Snow Patrol, Amy Winehouse
- Pyramid: Arno, Blonde Redhead, The Good, the Bad and the Queen, Goose, Klaxons, LCD Soundsystem, The Bravery, The Hold Steady

#### Dimanche1erjuillet
- Main: !!!, Faithless, Incubus, Interpol, The Kooks, Mastodon, Metallica
- Pyramid: Frank Black, Damien Rice, Tori Amos, The Australian Pink Floyd Show, John Legend, Maxïmo Park, Cold War Kids, Stijn (nl)

### 2008
Un dédoublement partiel du festival a eu lieu sur la Grand'Place d'Arras au Main Square Festival du 4 au 6 juillet.

#### Jeudi 3 juillet
- Main Stage : The Chemical Brothers, R.E.M., Lenny Kravitz, Mika, Counting Crows, Air Traffic (en)(en).
- Pyramid Marquee : 2 Many DJ's, Soulwax, Shameboy, The National, Vampire Weekend, Modern Skirts (en)(en).

Annulation de Beirut

#### Vendredi 4 juillet
- Main Stage : Moby, Neil Young, The Verve, Jay-Z, Slayer, Monza, The Black Box Revelation, Air Traffic (en).
- Pyramid Marquee : Digitalism, Hot Chip, Zita Swoon, Duffy, My Morning Jacket, Ben Folds, Patrick Watson, The Cool Kids.

Annulation de Babyshambles, remplacés par Air Traffic (en), qui avait déjà joué la veille en ouverture du festival. Les membres de Air Traffic avaient en effet décidé d'assister au festival après leur prestation. Ils ont remplacé Babyshambles au pied levé, après l'annulation de Pete Doherty pour "raison sentimentale"...

#### Samedi 5 juillet

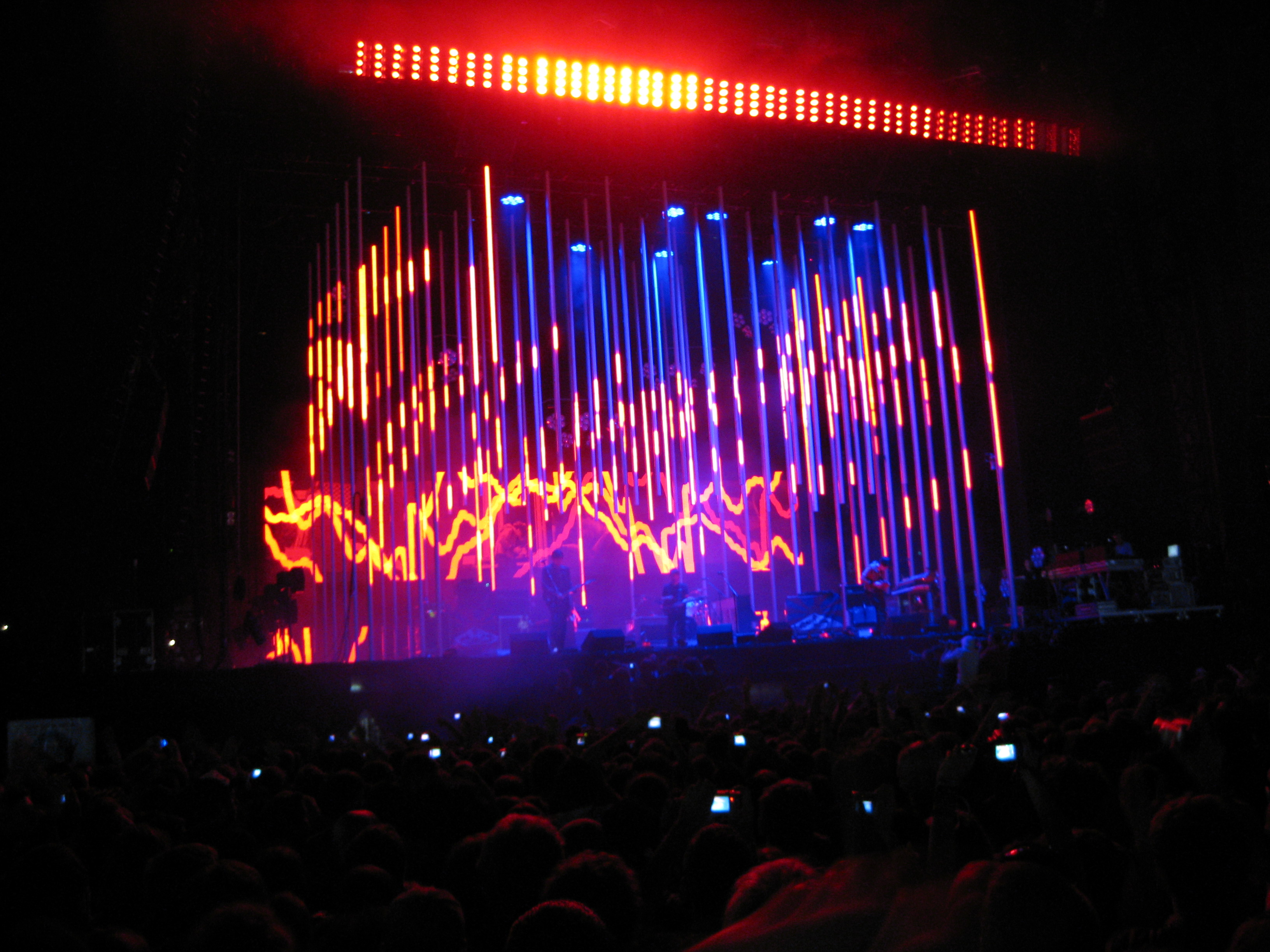
Radiohead, Rock Werchter, 2008

- Main Stage : Radiohead, Sigur Rós, Ben Harper & The Innocent Criminals, Kings of Leon, Editors, The Hives, Gossip, The Whigs (en).
- Pyramid Marquee : Roisin Murphy, Gnarls Barkley, KT Tunstall, Kate Nash, Donavon Frankenreiter, Band of Horses, MGMT, Galactic(en).

#### Dimanche 6 juillet

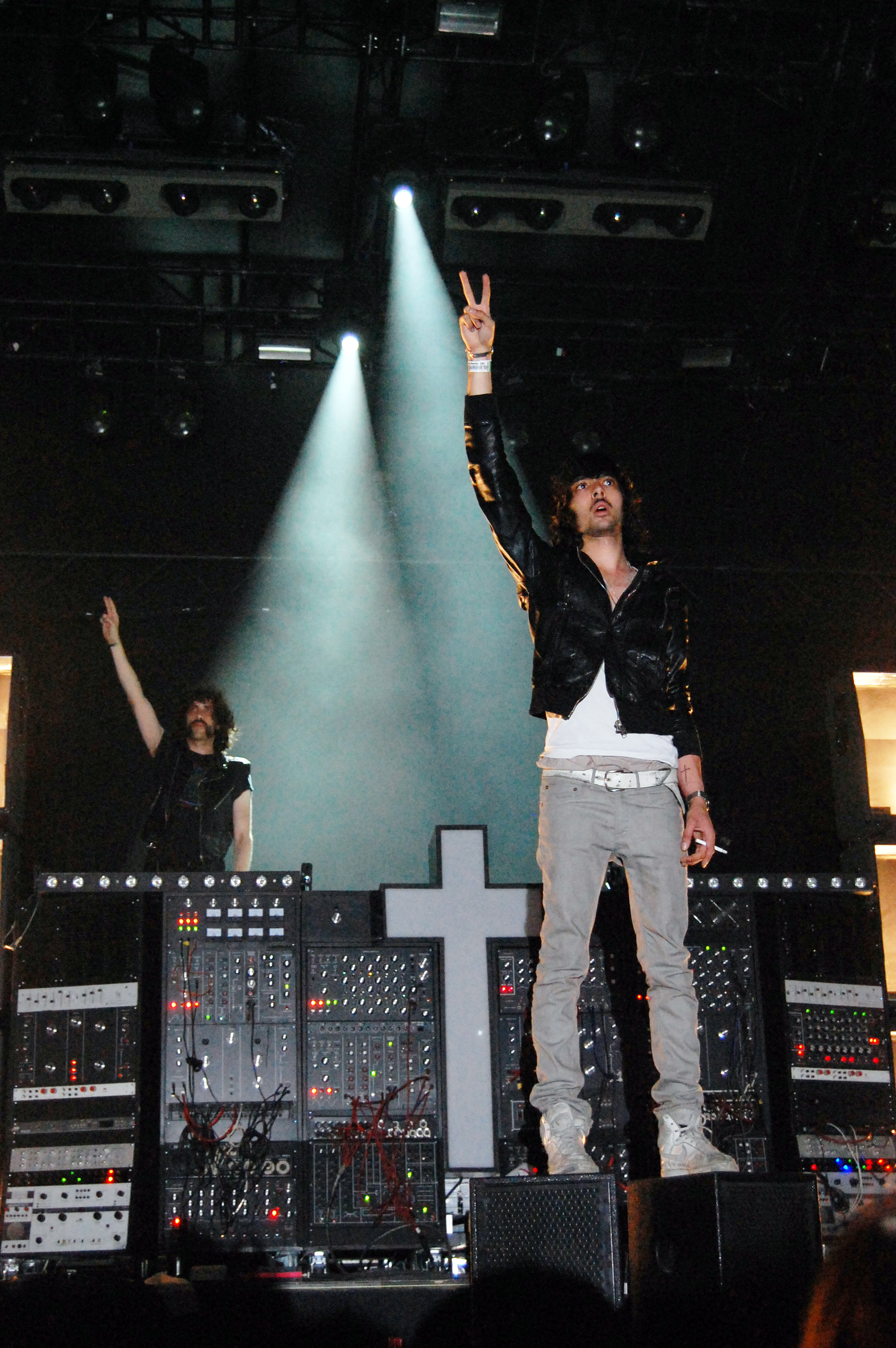
Justice, Rock Werchter, 2008

- Main Stage : dEUS, Beck, Kaiser Chiefs, The Raconteurs, The Kooks, Panic at the Disco, Anouk, John Butler Trio.
- Pyramid Marquee : Underworld, Justice, Grinderman, Mark Ronson, Adele, Hercules and Love Affair(en), Tim Vanhamel, DeVotchKa, Nightwish.

### 2009
L'édition a lieu du 2 juillet au 5 juillet.

#### Jeudi 2 juillet
- Main Stage : The Prodigy, Oasis, Placebo, Dave Matthews Band, Lily Allen, Eagles of Death Metal
- Pyramid Marquee : Tiga, Pendulum, Laurent Garnier, Fleet Foxes, Emiliana Torrini, Expatriate

#### Vendredi 3 juillet
- Main Stage : Coldplay, The Killers, Bloc Party, Elbow, Amy Macdonald, White Lies, Just Jack
- Pyramid Marquee : Lady Gaga, Arsenal, Jason Mraz, The Streets, M. Ward, Priscilla Ahn, Henry Rollins Spoken Word

#### Samedi 4 juillet
- Main Stage : 2manydjs, Kings of Leon, Nick Cave and the Bad Seeds, Franz Ferdinand, Limp Bizkit, Rodrigo y Gabriela, Social Distortion, Triggerfinger
- Pyramid Marquee : Boys Noize, Grace Jones, Katy Perry, Mogwai, Yeah Yeah Yeahs, Regina Spektor, Jasper Erkens

#### Dimanche 5 juillet
- Main Stage : Metallica, Nine Inch Nails, Kaiser Chiefs, Black Eyed Peas, The Mars Volta, Seasick Steve, Mastodon, Metro Station
- Pyramid Marquee : Milk Inc., Röyksopp, Ghinzu, The Script, Lady Linn & Her Magnificent Seven, De Jeugd van Tegenwoordig, The Hickey Underworld